# Joan Alcover
Joan Alcover i Maspons, född 1854, död 1926, var en spansk (mallorkinsk) diktare.
Alcover är mest känd som deltagande i de litterära strävandena inom det katalanska språkområdet. Han är representerad i Karl August Hagbergs Moderna trubadurer (1917).